# Paxos

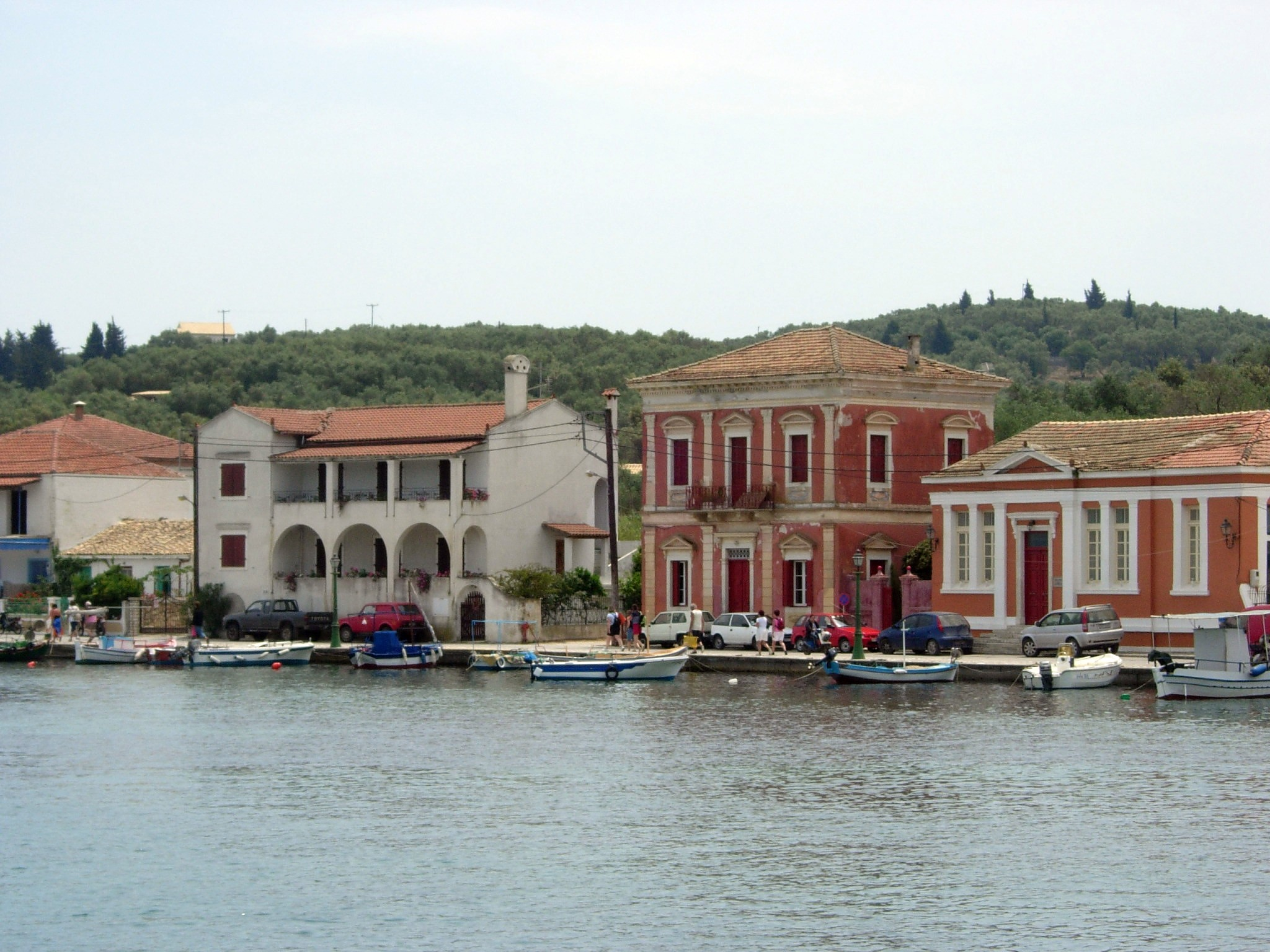
Gaios, stad på Paxos.

Paxos, Paxi (grekiska: Παξοι, Paxoí) är en grekisk ö i Joniska havet, bland de mindre av de Joniska öarna utanför Greklands västkust. På ön bor omkring 2 000 invånare. 
Jämfört med många andra grekiska öar är Paxos en mycket grön ö med många träd. Invånarna lever i hög grad av turism, fiske och olivodling.

## Historia
I grekisk mytologi skapade Poseidon Paxos genom att hugga Korfu med sin treudd så att han och hans hustru Amfitrite skulle få lugn och ro. Genom sin litenhet har också Paxos klarat sig från mycket av den våldsamma historia som de andra joniska öarna lidit av.
Paxos kan ha varit bebott redan under förhistorisk tid, men traditionellt brukar fenicier tillskrivas rollen som öns första bosättare. Namnet Paxos ska komma från ordet Pax som ska ha betytt skiffer på deras språk.
Romarna härskade på ön från omkring 200 f.Kr. Under den bysantinska perioden och under medeltiden attackerades ön ideligen av pirater. Olika härskare och korsfarare styrde på ön fram till det venetianska maktövertagandet på 1500-talet.
I slutet av 1700-talet intogs ön av Napoleon I:s armé och utgjorde därefter en del av Joniska öarnas förbund men var i praktiken ett brittiskt protektorat under större delen av 1800-talet. Paxos blev en del av det enade Grekland 1864.

## Städer på Paxos
- Gaios
- Lákka
- Pórto Longós